# Gladsaxe Basketball Klub
Gladsaxe Basketball Klub er en dansk basketballklub hjemmehørende i Gladsaxe Kommune. Klubben blev stiftet i 1953 og er blandt landets ældste klubber. Klubben er sammenlagt med Efterslægtens Basketballklub og har i en periode heddet Gladsaxe Efterslægten Basketballklub. Klubben har i øjeblikket et 1. divisions hold. De sluttede nr. 1 i grundspillet i sæsonen 2024/2025.

## Klubbens historie
Både Gladsaxe Basketball Klub og Efterslægtens Basketballklub, de to oprindelige klubber, har en glorværdig fortid på herresiden, især Efterslægten, som fik medaljer de første 13 sæsoner, der blev afholdt danmarksmesterskaber, og hentede seks guld, det sidste i 1969. Gladsaxe hentede et DM-guld i 1964.
Efterslægtens Basketballklub stammer fra Efterslægtens Gymnasium og hørte oprindeligt sammen med Efterslægtens Håndboldklub, men da man gik i gang med en sammenlægning med Glostrup IC, valgte basketballklubben ikke at gå med. I stedet fik Glostrup IC i 1974 sin egen basketafdeling med de ledende kræfter fra Efterslægtens Basketballklub.
I stedet blev det altså til en sammenlægning mellem Gladsaxe og Efterslægten i klubben Gladsaxe Efterslægten, som nu hedder Gladsaxe Basketball Klub.

## Klubbens resultater

### Herrer
- 7 DM-guld, heraf seks til Efterslægtens Basketballklub og ét til Gladsaxe Basketball Klub (før sammenlægningen).